# Kernspannung
Als Kernspannung, oder VCore bzw. Core Voltage bezeichnet man in der Elektronik und Informationstechnik eine Versorgungsspannung eines integrierten Schaltkreises (beispielsweise eines Mikroprozessors). Der Begriff wird zur Abgrenzung benutzt, wenn es bei einem Baustein eine abweichende Versorgungsspannung für die Kommunikation mit der Außenwelt gibt, wobei letztere als I/O-Spannung bezeichnet wird.
Der technische Hintergrund ist die unabhängige Festlegung von einerseits der Versorgungsspannung des eigentlichen Innenlebens (z. B. des namensgebenden Prozessorkerns), welche ein maßgeblicher Parameter für die maximale Taktrate (Geschwindigkeit), aber auch die Verlustleistung (Wärmeentwicklung) des Bausteins ist, und andererseits der Spannung für die I/O-Anschlüsse, welche die Logikpegel an den Baustein-Anschlüssen bestimmt und damit die Kompatibilität mit anderen angeschlossenen Bausteinen sicherstellt. Bestandteil der I/O-Schaltung des Bausteins sind dabei Pegelwandler, welche die Signalspannungen zwischen der Kernspannungsebene und der I/O-Spannungsebene umsetzen. Durch die Trennung der beiden Versorgungsspannungen werden vergleichsweise geringe Kernspannungen möglich, welche eine Voraussetzung für die Leistungsfähigkeit beispielsweise moderner Mikroprozessoren oder FPGA ist. Weiterhin ist es möglich, die Kernspannung variabel auszulegen, um ihre Höhe an wechselnden Bedarf an Rechenleistung anzupassen. (Als Beispiel sei hier die Erhöhung der Akkulaufzeit eines Mobiltelefons oder eines Laptops genannt.)
Analog zu dieser Trennung zwischen Kern und Außenwelt können auch unterschiedliche Systemteile innerhalb eines Bausteins (z. B. CPU-Kern, Speicher und Peripherie-Bereiche eines Mikrocontrollers) mit jeweils an ihre Bedürfnisse angepasster Versorgungsspannung betrieben werden, so dass ein derartiger Baustein dann drei oder noch mehr Spannungen für den Betrieb benötigt. Diese müssen noch nicht mal unterschiedlich hoch sein – häufig gibt es die Trennung nur, um einzelnen Funktionsblöcke unabhängig von den anderen abschalten zu können. Ein weiterer Grund für getrennte Versorgung einzelner Funktionsblöcke ist die Verminderung der gegenseitigen Störung – häufig anzutreffen bei Analog-Digital- bzw. Digital-Analog-Umsetzern als getrennte Versorgung für den Analog- und den Digitalteil. In diesem Zusammenhang spricht man jedoch nicht von Kernspannung.

## Details
Die Höhe der Kernspannung wird vom Hersteller spezifiziert. Dabei wird eine Nennspannung angegeben, die mit einer spezifizierten Toleranz eingehalten werden muss. Alternativ kann auch ein Bereich angegeben sein, ggf. auch in Abhängigkeit von anderen Parametern (z. B. Umgebungstemperatur, Taktrate).
Eine Schwierigkeit beim Versorgen beispielsweise eines Prozessors liegt darin, dass die Stromaufnahme in sehr kurzer Zeit stark schwankt (bis zu mehrere Hundert Ampere je Mikrosekunde). Durch entsprechende Maßnahmen (z. B. Pufferkondensatoren) müssen daraus resultierende Spannungsschwankungen aufgefangen werden, damit die Kernspannung im spezifizierten (Toleranz-)Bereich bleibt. Ansonsten kann ein stabiler Betrieb des Prozessors meist nicht mehr garantiert werden.
Im Zuge der Optimierung auf einen möglichst niedrigen Verbrauch fällt der Kernspannung eine wichtige Rolle zu: Viele CPU-Architekturen sind heute in der Lage, Taktfrequenz und Spannung im laufenden Betrieb an die Auslastung der Funktionseinheiten anzupassen (siehe Undervolting). Dies hat positive Auswirkungen auf den Energieverbrauch sowie – indirekt – auf die Verlustwärme. Besonders bei Mobilgeräten führt dies zu einer längeren Laufzeit, oder die Geräte kommen mit kleineren und leichteren Stromquellen (Akkumulatoren) aus.
Da Stabilität und Effizienz einer CPU stark von der Qualität der Stromversorgung abhängen, geben die Hersteller strenge Richtlinien für Spannungen, Toleranzen und weitere Eigenschaften (z. B. Art und Anzahl von Energiesparmechanismen) heraus. Für aktuelle CPUs mit x86-Architektur sind diese beispielsweise in der ATX12V-Spezifikation (→ATX-Format) festgehalten.
Aktuelle Entwicklungen zeigen, dass die Bezeichnung „Kernspannung“ in Zukunft nicht mehr zutreffend sein könnte: Eine weitere Verbesserung der Energieeffizienz liegt in der unabhängigen Versorgung der einzelnen Funktionseinheiten einer CPU mit der jeweils optimalen Taktfrequenz und Spannung. Eine Kernspannung im klassischen Sinne gibt es dann nicht mehr.

## Bedeutung der Kernspannung beim Übertakten
Mit der starken Verbreitung von Computerspielen und entsprechender Hardware kam auch das sogenannte Übertakten in Mode. Wird eine CPU außerhalb der spezifizierten Parameter betrieben, etwa um durch eine höhere Taktfrequenz eine Leistungssteigerung herbeizuführen, fallen die Stromdifferenzen noch höher aus und die Versorgungsspannung bricht möglicherweise kurzzeitig so weit ein, dass ein stabiler Betrieb unmöglich wird. Eine Anhebung der Kernspannung kann dem entgegenwirken, führt aber meist zu einem Anstieg der Verlustwärme – diese muss dann möglicherweise durch zusätzliche Maßnahmen abgeführt werden. Eine zu hohe Kernspannung kann jedoch zur Beschädigung führen.